# Taiseer Al Jassam
Taiseer Al Jassam (Al-Hasa, Arabia Saudita, 25 de julio de 1984) es un exfutbolista saudí que jugaba de mediocampista y la mayor parte de su carrera la pasó en el Al-Ahli.

## Carrera
Inició su carrera en el Al-Ahli en 2004 y se mantuvo en el club hasta 2019, año en que se retiró. En esos 15 años fue cedido hasta en 3 ocasiones: en 2007 al Al-Gharafa SC, en 2009 al Qatar SC y en 2018 al Al-Wehda.

## Selección nacional
Ha sido internacional con la selección nacional de fútbol de Arabia Saudita en 133 ocasiones y ha jugado la Copa de Asia.

### Participaciones en Copas del Mundo
| Mundial                        | Sede  | Resultado    | Partidos | Goles |
| ------------------------------ | ----- | ------------ | -------- | ----- |
| Copa Mundial de Fútbol de 2018 | Rusia | Primera fase | 2        | 0     |

## Clubes
| Club                   | País           | Año       |
| ---------------------- | -------------- | --------- |
| Al-Ahli                | Arabia Saudita | 2004-2019 |
| Al-Gharafa SC (cedido) | Catar          | 2007      |
| Qatar SC (cedido)      | Catar          | 2009      |
| Al-Wehda (cedido)      | Arabia Saudita | 2018-2019 |
| Al Naser               | Kuwait         | 2019-2020 |